# Luiziânia
Luiziânia est une municipalité brésilienne de l'État de São Paulo et la Microrégion de Birigüi.